# Seneb (Goldschmied)
Seneb war ein altägyptischer Goldschmied, der während der Reg|ierungszeit der Pharaonen Amenemhet III. und Amenemhet IV. (12. Dynastie / Mittleres Reich (1818/17–1764/63, 1853–1798/97) v. Chr.) tätig war.
Seneb ist heute vor allem durch seine Grabstele bekannt, die sich im Louvre befindet. Diese zeigt ihn sowie weitere Verwandte, darunter seinen Vater Iimeru, an einem Tisch, der mit diversen Totenopfern beladen ist. Seneb ist darüber hinaus einer der vergleichsweise seltenen Fälle, wo neben der Grabstele beziehungsweise Funden aus dem Grab auch ein weiterer Hinweis auf das Leben gefunden wurde. So wird er auf einem Steintäfelchen erwähnt, das auf dem Sinai gefunden wurde. Es ist anzunehmen, dass er Teilnehmer an einer ägyptischen Expedition dorthin gewesen war.